# Normaal Amsterdams Peil

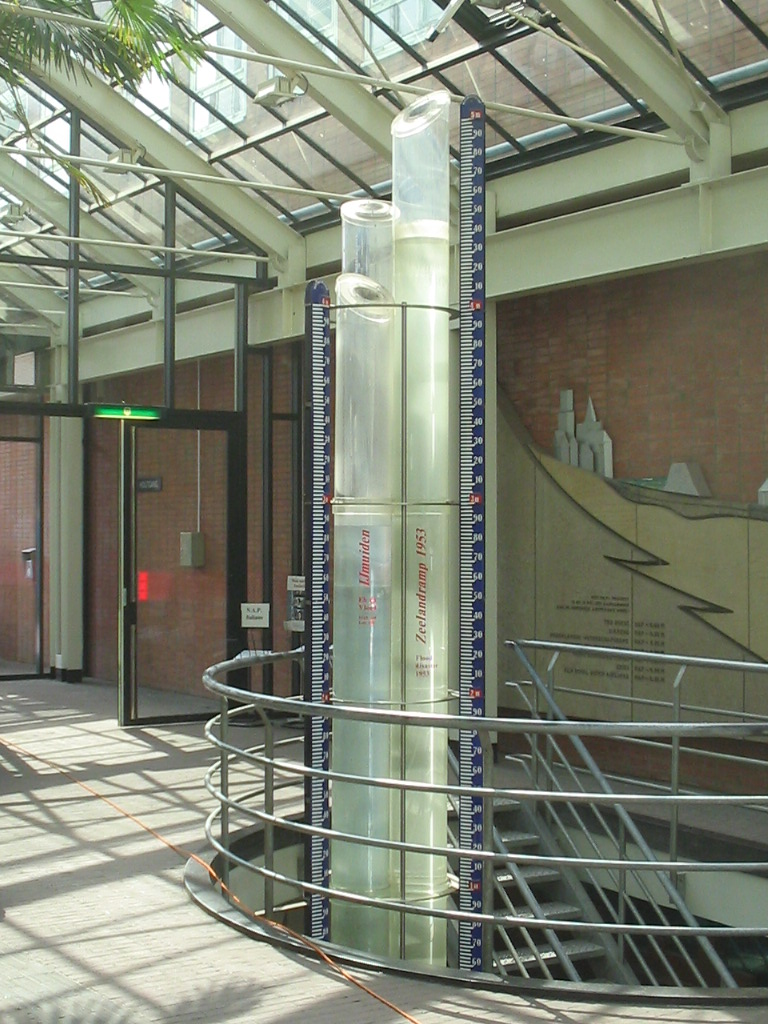
El indicador de referencia en la Cámara Municipal de Ámsterdam.

El Normaal Amsterdams Peil o NAP (en español, Nivel Normal de Ámsterdam) es la referencia usada como nivel del mar en Países Bajos. Corresponde a la media del nivel del mar (Zuiderzee), en marea alta, entre los años 1683 y 1684, medido en Ámsterdam. El NAP sirve de nivel de referencia de la altitud para el conjunto de los Países Bajos, país en buena parte situado por debajo del nivel del mar y regularmente escenario de frecuentes crecidas fluviales e inundaciones marítimas.
El European Vertical Reference System (EVRS), Sistema de Referencia Vertical Europeo, se define igual al NAP.

## Marcas de nivel
EL NAP es visible en aproximadamente 35 000 pernos en edificios, puentes y viaductos de los Países Bajos. Cada 10 años el Gobierno (a través del Ministerio de gestión del agua) verifica la altitud de la mayoría de las marcas de nivel.

## Historia
El NAP define una norma para medir el nivel del agua. El Amsterdams Peil (AP) era el nivel de la ciudad de Amsterdam determinado en el año 1684 a partir del promedio media de la marea creciente en verano en el puerto de Ámsterdam. A partir de este nivel se determinó un margen de seguridad de 9 pies y 5 pulgadas (alrededor de 2,68 m en las unidades usadas a la sazón en Ámsterdam) para evitar inundaciones. Por orden del alcalde Johannes Hudde se instalaron referencias con este margen de seguridad en las esclusas de Eenhoornsluis, Nieuwe Haarlemmersluis, Oude Haarlemmersluis, Nieuwe Brugsluis, Kolksluis, Kraansluis, West-Indische sluis y Scharrebiersluis. Actualmente, la marca de Eenhoornsluis es la única que permanece. Desde el año 2005 esta esclusa y la marca de nivel son monumentos nacionales.
En 1860 el AP se trasladó a otras localidades de los Países Bajos para reemplazar otros niveles usados localmente. El traslado no se hizo con la suficiente exactitud y se introdujeron errores que se corrigieron instaurando una medida normalizada (NAP: AP normalizado). El NAP se implementó entre los años 1885 y 1894. En este periodo ambas referencias coexistieron, pero desde 1894 todas las medidas han sido normalizados con el NAP.
La referencia física del NAP está actualmente en la plaza Dam en un perno de bronce sobre un pilote de 22 m de profundidad.

## Puntos extremos

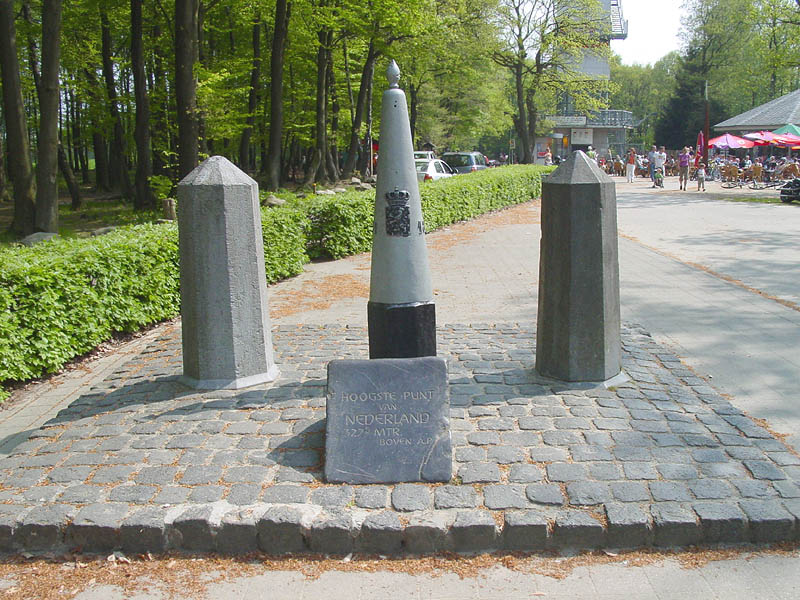
El punto más elevado de los Países Bajos.

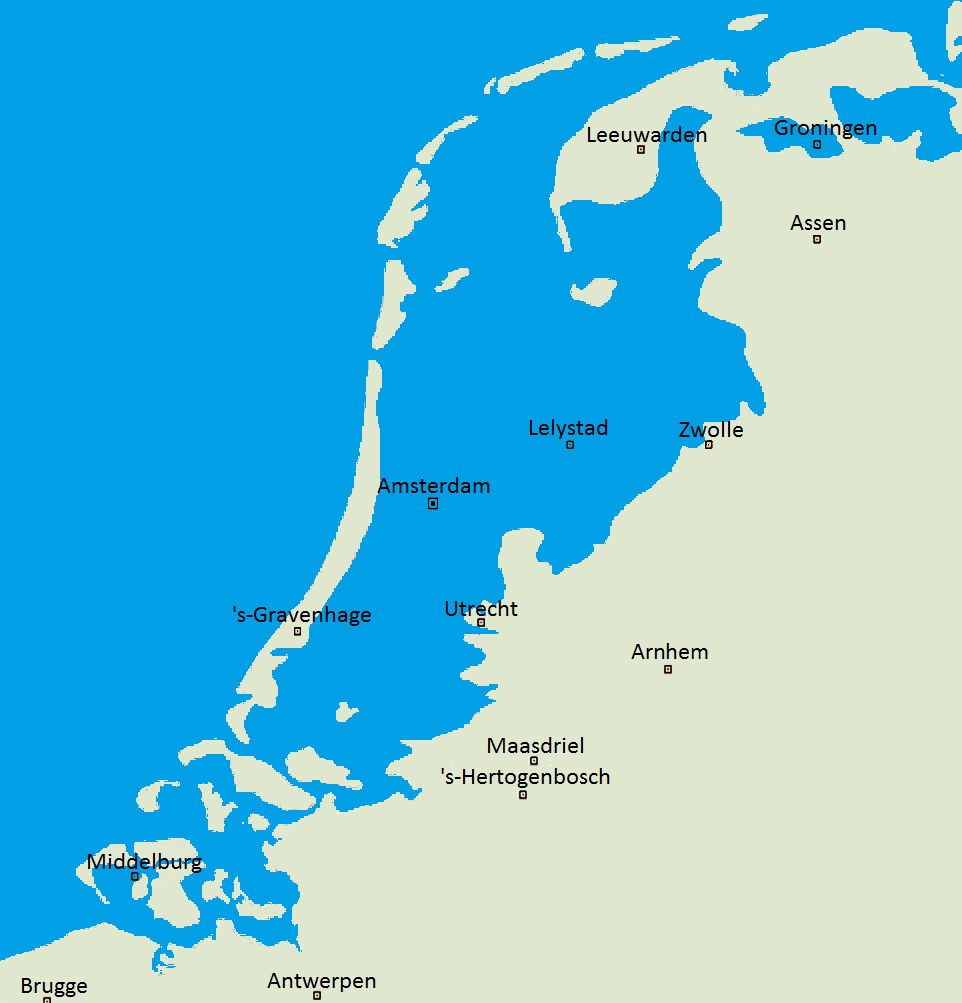
Elevación de los Países Bajos con respecto al NAP: en azul las regiones por debajo y en verde las que quedan por encima.

El punto más bajo de los Países Bajos está a 6,76 m por debajo del NAP cero localizado en la comunidad de Nieuwerkerk aan den IJssel en la provincia Holanda Meridional.
Cerca del punto donde Países Bajos, Alemania y Bélgica comparten frontera, en el Vaalserberg en la provincia Limburgo, se encuentra el punto más elevado de los Países Bajos, 322,70 metros por encima del NAP.